# 梁鍾濬
梁鍾濬（1912年—1953年3月3日），化名靳振國，河北省無極縣人，中國共產黨地下黨員，國立北平師範大學畢業，陸軍總司令部体育處上校副處長，受派遣參與中共中央社會部台灣工作站被判處死刑，1953年3月3日槍決於台北川端橋南端刑場。

## 生平
梁鍾濬，1912年生於河北省無極縣，北平高級中學畢業，國立北平師範大學體育系畢業，歷任新生活運動會訓練組股長、中華全國體育協進會主任、北平市教育局督學科長、陸軍總司令部体育處上校副處長等職。
梁鍾濬在中學時與朱芳春同窗，大學時又與朱芳春一同就讀於國立北平師範大學，1948年中共中央社會部部長李克農先後派遣朱芳春(化名非)、蕭明華及凱等多名特工赴台發展組織，非開辦「實用心理學補習班」講課，藉機吸收組織成員，成立「臺灣青年解放同盟」和「新民主主義青年團」。非在國語日報擔任編輯，實際上則是執行情報工作，吸收組織成員、策動國語日報高層及蒐集文教方面情報，組織成員孫玉林在花蓮負責組織運作財務、凱負責學運、馬學樅負責交通。
1949年10月于非回台後，將組織名稱改為中共中央社會部台灣工作站，負責情報偵蒐與策反工作。梁鍾濬參與組織活動在鳳山服務，並且被派遣策反孫立人將軍。
1950年2月情治機關發覺非身分，在非住處逮捕蕭明華，非將相關檔案移藏嚴明森處，前往花蓮孫玉林處躲藏。非透過孫玉林、周一粟買通白靜寅取得諜報證，1950年3月22日非帶著包含「海南島作戰計畫書」、「臺灣省作戰計畫書」等多達二十幾種相關軍事情報之相片膠卷，從基隆搭船往香港返回上海，同年5月海南島全島遭到中共解放。
根據保密局資料梁鍾濬於1949年4月受非邀請加入組織，因為與非頻繁接觸的緣故，1950年5月31日，保密局呈奉參謀總長核准後傳訊梁鍾濬，由於蘇藝林案審理時與梁鍾濬並無太多關聯，保密局以其涉案情節不深判無罪，然而保密局在獄中已安插多名幹員，並且策反了組織成員路齊書監視凱，梁鍾濬在獄中與凱接觸，並請凱交接組織成員，凱讓台大同學蘇爾挺出獄後將組織交接給梁鍾濬。
梁鍾濬在鳳山熟悉國防部許多機密，根據梁鍾濬自白書中提及李朋案時張光濤與宋志斌連夜南下至屏東銷毀孫司令制定的計畫方案等機密文件。而凱在1951年4月供詞，梁鍾濬是中共中央社會部台灣工作站組織中地位僅次非的領導，非曾告訴凱，如果他發生意外可接受梁鍾濬領導，又蘇藝林曾告訴凱將來可接受化名靳振國的人領導。
梁鍾濬在獲釋後不久，則因為宮樹桐案而二進宮（據白色恐怖受難者陳英泰所述，第二度進入軍法處被稱為二進宮），因汙點證人及相關涉案人證詞，梁鍾濬於1952年1月2日被判處死刑，1953年3月3日槍決於台北川端橋南端刑場。
骨灰截至2011年仍无人认领，被移至六张犁乱葬岗的纳骨塔。

## 紀念
2013年10月 北京西山國家森林公園的無名英雄廣場上立有無名英雄紀念碑，為紀念來台灣在1950年代被處決「隱避戰線烈士」而設立，梁鍾浚銘刻於紀念碑上，為中共國家安全部追認之中華人民共和國烈士。

## 平反
2018年12月7日，促進轉型正義委員會促轉三字第1075300145A號函文，公告受難者黃藻儒君等1505人應予平復司法不法之刑事有罪判決暨其刑，其中(41)安潔字第 1075 號，有關梁鍾濬意圖以非法之方法顛覆政府而著手實行之有罪判決暨其刑及沒收之宣告正式撤銷。